# TT143
TT143 (Theban Tomb 143) è la sigla che identifica una delle Tombe dei Nobili ubicate nell’area della cosiddetta Necropoli Tebana, sulla sponda occidentale del Nilo dinanzi alla città di Luxor, in Egitto. Destinata a sepolture di nobili e funzionari connessi alle case regnanti, specie del Nuovo Regno, l'area venne sfruttata, come necropoli, fin dall'Antico Regno e, successivamente, sino al periodo Saitico (con la XXVI dinastia) e Tolemaico.

## Titolare
TT143 era la tomba di:
| Titolare    | Titolo         | Necropoli       | Dinastia/Periodo                                          | Note                                                                         |
| ----------- | -------------- | --------------- | --------------------------------------------------------- | ---------------------------------------------------------------------------- |
| sconosciuto | titolo perduto | Dra Abu el-Naga | XVIII dinastia (Thutmosi III-Amenhotep II?-Thutmosi III?) | versante nord della collina, sopra la TT11; a sud e più in basso della TT147 |

## Biografia
Mentre è sconosciuto il nome del titolare della TT143, ci è noto il nome della moglie: Tentkhesbed.

## La tomba
Planimetricamente la tomba propone la forma a "T" capovolta tipica delle sepolture del periodo; per evidenze stilistiche è stata assegnata alla metà della XVIII dinastia. Di buona fattura i dipinti e i rilievi parietali superstiti che sono specialmente concentrati nella sala trasversale: sono rappresentati un uomo e una donna (i figli della coppia?) dinanzi alla moglie del defunto; sulla parete più corta a est il defunto, la moglie e la famiglia omaggiati da due file di servi che recano offerte e che procedono al loro immagazzinamento; poco oltre alcuni uomini impilano giare di vino. Dall'altro lato della porta di accesso, su sei registri sovrapposti, scene di lavoro agricolo compresa la pesatura del raccolto, uno scriba che annota le operazioni e alcuni uomini con cavalli. Sulla parete più corta a est, scene appena schizzate di tre re (non identificabili): uno colpisce con una lancia un leone, un altro è assiso e il terzo, seduto su uno sgabello, tira con l'arco. Segue, su cinque registri, scena di tributi dalla Terra di Punt e il defunto, con il capo di Punt, che recano oro e alberi di incenso ad un re; il defunto, accompagnato da scorte militari con cani e carri, giunge sulla riva di un mare (?) e ispeziona zattere cariche di incenso.

### Annotazioni
1. ↑  La prima numerazione delle tombe, dalla numero 1 alla 253, risale al 1913 con l’edizione del "Topographical Catalogue of the Private Tombs of Thebes" di Alan Gardiner e Arthur Weigall. Le tombe erano numerate in ordine di scoperta e non geografico; ugualmente in ordine cronologico di scoperta sono le tombe dalla 253 in poi.
2. ↑  I campi della Duat, ovvero l'aldilà egizio, si trovavano, secondo le credenze, proprio sulla riva occidentale del grande fiume.
3. ↑  Nella sua epoca di utilizzo, l'area era nota come "Quella di fronte al suo Signore" (con riferimento alla riva orientale, dove si trovavano le strutture dei Palazzi di residenza dei re e i templi dei principali dei) o, più semplicemente, "Occidente di Tebe".
4. ↑  le Tombe dei Nobili, benché raggruppate in un'unica area, sono di fatto distribuite su più necropoli distinte.
5. ↑  Le note, sovente di inquadramento topografico della tomba, sono tratte dal "Topographical Catalogue" di Gardiner e Weigall, ed. 1913 e fanno perciò riferimento alla situazione dell'epoca.

### Fonti
1. ↑  Gardiner e Weigall 1913.
2. ↑  Donadoni 1999,  p. 115.
3. 1 2 3  Porter e Moss 1927,  p. 255.
4. ↑  Gardiner e Weigall 1913, pp. 28-29.